# Ancistria tenera
Ancistria tenera là một loài bọ cánh cứng trong họ Passandridae. Loài này được Günther in Heller & Günther miêu tả khoa học năm 1936.